# Sulpicia Dryantilla
Sulpicia Dryantilla est l'épouse de l'usurpateur Regalianus, qui la fait impératrice romaine en 260. Ils disparaissent après quelques mois.

## Éléments biographiques
Sulpicia Dryantilla est membre de la gens Sulpicia, elle est la fille de Caius Sulpicius Iustus Dryantianus, proconsul de Lycie-Pamphylie vers 198, et la petite-fille de Sulpicius Pollion, officier et sénateur sous le règne de Caracalla, et de sa femme Claudia Ammiana Dryantilla. Elle a été l'épouse de l'usurpateur Publius Caius (ou Cassius) Regalianus (en français « Régalien ») qui prit le pouvoir brièvement en 260 dans la région du Danube, en Pannonie et en Mésie.
Regalianus, en vue de légitimer sa prise de pouvoir, lui accorde le titre d'Augusta.
Malgré la brièveté de son règne, qui ne dura que quelques mois, Regalianus eut le temps de faire frapper des monnaies à son effigie et à celle de Sulpicia Dryantilla. Seule la numismatique mentionne son existence. Elle n'apparaît pas dans la biographie assez fantaisiste que fait l'Histoire Auguste de Regalianus. Si les circonstances de son décès sont ignorées, il est admis qu'elle a subi le même sort que son époux lorsque celui-ci a été tué, soit par ses troupes révoltées, soit par les Roxolans.